# Saint-Pierre-le-Chastel
 Saint-Pierre-le-Chastel  là một xã ở tỉnh Puy-de-Dôme trong vùng Auvergne-Rhône-Alpes, Pháp. Xã này có diện tích 17,45 km², dân số năm 2006 là 363 người. Khu vực này có độ cao từ 665-873 mét trên mực nước biển.